# Prayagpur
Prayagpur é uma vila no distrito de Barddhaman, no estado indiano de Bengala Ocidental.

## Demografia
Segundo o censo de 2001, Prayagpur tinha uma população de 5149 habitantes. Os indivíduos do sexo masculino constituem 52% da população e os do sexo feminino 48%. Prayagpur tem uma taxa de literacia de 66%, superior à média nacional de 59,5%: a literacia no sexo masculino é de 75% e no sexo feminino é de 57%. Em Prayagpur, 13% da população está abaixo dos 6 anos de idade.